# Nisse Andersson
Nisse Andersson (28 augustus 1941) is een Zweeds voormalig voetbaltrainer.

## Carrière
Er is niet veel geweten van Andersson enkel dat hij trainer was van AIK Fotboll in 1987 en later de Zweedse belofteploeg trainde en daarmee deelnam aan de Olympische Spelen 1992. Hij trainde nadien nog twee jaar de eerste ploeg van Zweden, Tommy Svensson was zijn opvolger.
1 Ekholm ·
2 Johansson ·
3 Björklund ·
4 Apelstav ·
5 Alexandersson ·
6 Mild ·
7 P. Andersson  ·
8 Landberg ·
9 Furth ·
10 Rödlund ·
11 Brolin ·
12 Svensson ·
13 Jansson ·
14 Moberg ·
15 Lilius ·
16 Nilsson ·
17 A. Andersson ·
18 Simpson ·
19 Gudmundsson ·
20 Axeldal ·
Coach: N. Andersson